# Penicillium lehmanii
Penicillium lehmanii Pitt – gatunek grzybów z rodziny Aspergillaceae. Mikroskopijny grzyb strzępkowy.

## Systematyka i nazewnictwo
Pozycja w klasyfikacji według Index Fungorum: Penicillium, Aspergillaceae, Eurotiales, Eurotiomycetidae, Eurotiomycetes, Pezizomycotina, Ascomycota, Fungi.
Po raz pierwszy opisał go w 1980 roku John Ingram Pitt. Teleomorfa: Talaromyces trachyspermus (Shear) Stolk & Samson 1973. Synonimy:
- Penicillium spiculisporum Lehman 1920
- Talaromyces spiculisporus (Lehman) C.R. Benj. 1955
- Talaromyces spiculisporus var. macrocarpus J.E. Wright & Loewenb. 1973

## Występowanie i znaczenie
W Polsce wyizolowano go z gleby, korzeni niektórych roślin uprawnych, stonki ziemniaczanej, Homoptera.